# Jan Långben som riddare
Jan Långben som riddare (engelska: A Knight for a Day) är en amerikansk animerad kortfilm med Långben från 1946.

## Handling
Filmens handling utspelar sig på medeltiden och handlar om väpnaren Cedric som liknar Långben som tvingas ersätta sin mästare när denne ska möta sin motståndare Sir Loinsteak i tornerspelen. Trots att han inte har någon som helst erfarenhet vinner Cedric både spelet och prinsessan Esmeraldas hand.

## Om filmen
Filmen är löst baserad på novellen En yankee vid kung Arthurs hov från 1889 av Mark Twain.

### Svensk distribution
Filmen hade svensk premiär den 11 december 1946 på biografen Regina och ingick i kortfilmsprogrammet Kalle Anka på festhumör, tillsammans med kortfilmerna Pluto bär ut mjölken, Figaro på äventyr, Kalle Anka som skogvaktare, Pluto på hal spis och Kalle Anka målar bilen.
Filmen har givits ut på VHS och DVD och finns dubbad till svenska. På DVD har filmen bland annat varit bonusmaterial till 2002 års utgåva av långfilmen Svärdet i stenen.

## Rollista (i urval)
- Pinto Colvig – Långben
- June Foray – prinsessan Esmeralda
- Billy Bletcher – berättare[12][13]